# Olga Kurylenko
Olga Kostjantynivna Kurylenko (ukrajinsky Ольга Костянтинівна Куриленко; * 14. listopadu, 1979, Berďansk, SSSR) je ukrajinsko-francouzská modelka a herečka. Proslavila se především jako Bond girl ve filmu ''Quantum of Solace.

## Život
Narodila se 14. listopadu roku 1979 v Berďansku. Žila v neúplné rodině; její matka se s jejím otcem rozešli, když byly Olze tři roky, proto nadále žila jen s matkou Marinou a babičkou Raisou. Dětství prožila jen ve velmi skromných podmínkách, jelikož se ve čtyřpokojovém bytě tísnila se šesti dospělými a dalšími dětmi.
Jako modelka byla objevena, když byla na výletě s matkou v Moskvě, ve věku třináct let. V šestnácti letech se odstěhovala do Paříže. Studovala francouzštinu a v roce 2000 se provdala za svého přítele, francouzského fotografa Cedrica Van Mola. V té době získala i francouzské občanství. Po čtyřech letech, v roce 2004, její vztah s Cedricem skončil rozvodem. Filmovou kariéru začala o rok později, v roce 2005. V roce 2006 se provdala za Damiana Gabriella, amerického odborníka v oblasti mobilních telefonů, přičemž se o rok později s nm rozešla. V roce 2009 se přestěhovala do Londýna. Věnuje se filantropii, především pomáhá znevýhodněným dětem z Ukrajiny.

## Kariéra

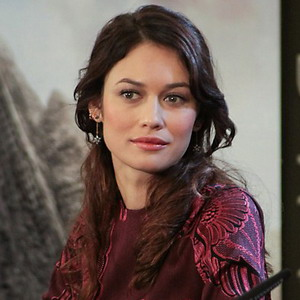
Olga Kurylenko v roce 2013

V roce 1996, ve svých sedmnácti letech podepsala smlouvu s pařížskou modelingovou agenturou Madison. V osmnácti letech se objevila na obálkách časopisů Vogue a Elle. Zatímco v Paříži pracovala jako modelka, na dálku finančně podporovala svoji matku.
Objevila se také na obálkách časopisů Madame Figaro a Marie Claire. Stala se tváří značek Bebe, Clarins či Helena Rubinstein. Později vystupovala i v reklamách na šampony Pantene. Objevila se i v katalogu Victoria Secret.
Její první herecké vystoupení bylo v hudebním klipu. Jednalo se o klip na píseň „Love's Divine“ z roku 2003 od zpěváka Seala. Svou opravdovou filmovou kariéru zahájila ve Francii v roce 2005. Již v roce 2006 získala své první ocenění; jednalo se o ocenění Excellence Award pro její výkon v L'Annulaire. Ještě téhož roku byla vybrána, jako tvář nového parfému Kenzo Amour.

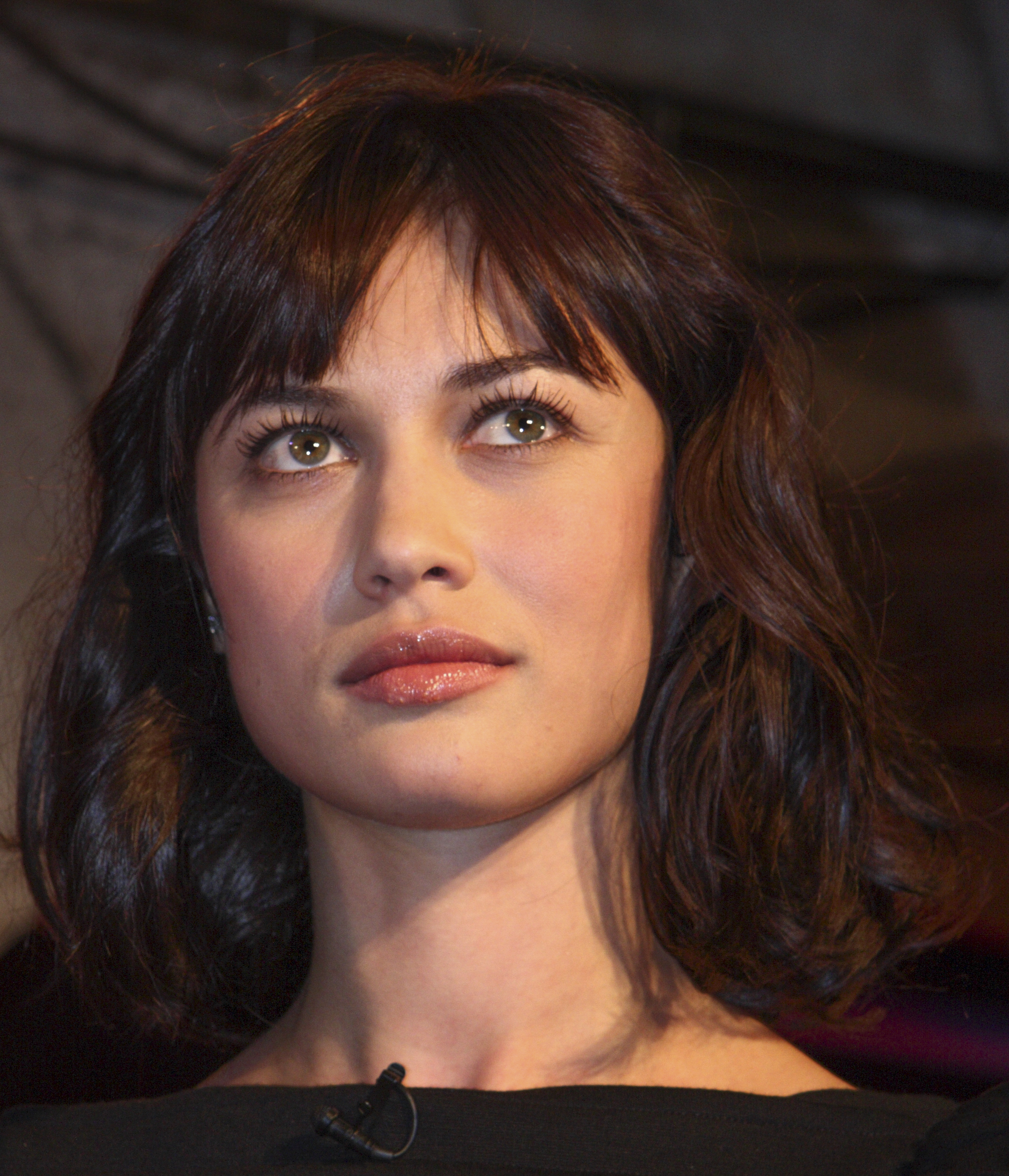
Olga Kurylenko v roce 2008

V roce 2007 hrála ve filmu Hitman s Timothym Olyphanthem. Získala i vedlejší roli v Max Payne, a to jako Nataša. Nejvíce ji asi proslavila její role Bond girl v roce 2008 ve filmu Quantum of Solace. Ve filmu ztvárnila postavu Camille, agentky bolivijské tajné služby, která se spojila s Jamesem Bondem, aby pomstila smrt svých rodičů.
V roce 2008 starosta města Berďansk navrhl pojmenovat ulici jejím jménem. V té době se společně se svojí matkou setkaly s první dámou Katerynou Juščenkovou v jejím sídle.

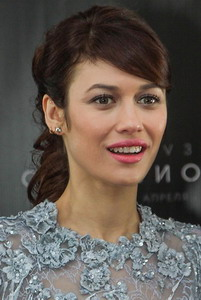
Olga Kurylenko, 2. dubna 2013

## Filmografie
| Rok  | Název filmu                   | Role                           | Poznámky                  |
| ---- | ----------------------------- | ------------------------------ | ------------------------- |
| 2001 | Largo                         | Carole                         | díl: „Contessa Vanessa“   |
| 2005 | L'Annulaire                   | Iris                           |                           |
| 2006 | Paříži, miluji tě             | upírka                         |                           |
| 2006 | Le Porte-bonheur              | Sophia                         |                           |
| 2006 | Zmije                         | Sofia                          |                           |
| 2007 | Podezření                     | Eva Pirès                      | limitovaný seriál, 7 dílů |
| 2007 | Hitman                        | Nika Boronina                  |                           |
| 2008 | Quantum of Solace             | Camille Montes                 |                           |
| 2008 | Max Payne                     | Natasha Sax                    |                           |
| 2009 | Kirot                         | Galia                          |                           |
| 2010 | Tyranny                       | Mina Harud                     |                           |
| 2010 | Centurion                     | Etain                          |                           |
| 2011 | There Be Dragon               | Ildiko                         |                           |
| 2011 | Země zapomnění                | Anya                           |                           |
| 2012 | Sedm psychopatů               | Angela                         |                           |
| 2012 | Agent na útěku                |                                |                           |
| 2012 | Město divů                    | Vera Evans                     | 16 dílů                   |
| 2012 | K zázraku                     | Marina                         |                           |
| 2013 | Něvědomí                      | Julia Rusakova                 |                           |
| 2014 | Vampire Academy               | Ellen Kirova                   |                           |
| 2014 | Cesta naděje                  |                                |                           |
| 2014 | November Man                  | Alice Fournier / Mira Filipova |                           |
| 2015 | Hybná síla                    | Alex Farraday                  |                           |
| 2015 | A Perfect Day                 | Katya                          |                           |
| 2016 | The Correspondence            | Amy                            |                           |
| 2017 | Ztratili jsme Stalina         | Maria Yudina                   |                           |
| 2017 | Gun Shy                       | Sheila                         |                           |
| 2018 | Johnny English znovu zasahuje | Ophelia                        |                           |
| 2018 | Muž, který zabil Dona Quijota |                                |                           |
| 2018 | 15 Minutes de Guerre          |                                |                           |
| 2018 | Vládce Paříže                 |                                |                           |
| 2019 | Empires of the Deep           |                                |                           |
| 2021 | Black Widow                   | Taskmaster                     |                           |
| 2024 | Thunderbolts                  | Taskmaster                     |                           |